# Remi Van Ophem
Remi Van Ophem (Schaarbeek, 20 augustus 1952) is een Belgisch voormalig paralympisch sporter. Hij beoefende atletiek, basketbal en gewichtheffen.

## Loopbaan
Van Ophem werd op zijn derde getroffen door polio. In 1969 begon hij met G-sport en wat later schafte hij zich een rolstoel aan om aan atletiek te kunnen doen. Hij begon met de werpnummers, eerst discuswerpen en nadien ook kogelstoten en speerwerpen. Hij begon daarna ook met meerkamp en de rolstoelraces.
Van Ophem nam deel aan vijf Paralympische Spelen. In Heidelberg in 1976 nam deel aan het basketbal, gewichtheffen en atletiek. Hij behaalde zijn eerste bronzen medailles. Vier jaar later behaalde hij op de Paralympische Spelen van Toronto goud in het discuswerpen.
Op de Paralympische Spelen van 1984 in Stoke Mandeville veroverde hij goud op de vijfkamp en de aflossingen. Op de Spelen van Seoel in 1988 behaalde hij op de vijfkamp een zilveren medaille.
Van Ophem, die burgerlijk ingenieur is van opleiding, is sportjournalist bij Het Laatste Nieuws en persverantwoordelijke op de Memorial Van Damme. Hij is bestuurslid bij Daring Club Leuven Atletiek, waar hij verantwoordelijk is voor de organisatie van de atletiekmeeting Meeting voor Mon.

## Palmares

### 100 m wheelen
- 1972:  Paralympische Spelen in Heidelberg - 22,4 s
- 1976: 4e Paralympische Spelen in Toronto - 20,6 s
- 1980: 4e Paralympische Spelen in Arnhem - 18,62 s

### 200 m wheelen
- 1980:  Paralympische Spelen in Stoke Mandeville - 32,12 s

### 400 m wheelen
- 1984:  Paralympische Spelen in Stoke Mandeville - 1.08,69
- 1988: 4e ½ fin. Paralympische Spelen in Seoel - 1.06,65

### 800 m wheelen
- 1976:  Paralympische Spelen in Toronto - 2.57,0
- 1980: 6e Paralympische Spelen in Arnhem - 2.34,87

### 1500 m wheelen
- 1976: 13e in series Paralympische Spelen in Toronto - 6.36,2
- 1980:  Paralympische Spelen in Arnhem - 4.54,20
- 1988: 8e in series Paralympische Spelen in Seoel - 4.23,77

### 4 x 100 m
- 1980:  Paralympische Spelen in Arnhem
- 1984:  Paralympische Spelen in Stoke Mandeville

### 4 x 200 m
- 1984:  Paralympische Spelen in Stoke Mandeville

### 4 x 400 m
- 1984:  Paralympische Spelen in Stoke Mandeville

### discuswerpen
- 1972:    Paralympische Spelen in Heidelberg - 28,32 m
- 1976:  Paralympische Spelen in Toronto - 31,12 m
- 1980:  Paralympische Spelen in Arnhem - 30,00 m
- 1984:  Paralympische Spelen in Stoke Mandeville - 30,96 m

### kogelstoten
- 1976: 14e Paralympische Spelen in Toronto - 6,17 m

### speerwerpen
- 1976: 7e Paralympische Spelen in Toronto - 19,49 m
- 1980: 5e Paralympische Spelen in Arnhem - 18,62 m

### vijfkamp
- 1984:  Paralympische Spelen in Stoke Mandeville - 4615,00 p
- 1988:  Paralympische Spelen in Seoel - 4110,80 p

## Onderscheidingen
- 1977: Nationale Trofee Victor Boin